# Craspedosoma avernum
Craspedosoma avernum är en mångfotingart som beskrevs av Broelemann 1932. Craspedosoma avernum ingår i släktet Craspedosoma och familjen knöldubbelfotingar. Inga underarter finns listade i Catalogue of Life.